# Pallanuoto
La pallanuoto o palla a nuoto (inglese: water polo dalla pronuncia inglese della parola palla in lingua balti, pulu) è uno sport di squadra acquatico nato nel XIX secolo in Inghilterra e in Scozia, le cui regole furono definite per la prima volta nel 1887 da William Wilson.
Una partita di pallanuoto vede affrontarsi due squadre, ognuna rappresentata in campo da sette giocatori (per le competizioni agonistiche, per quelle giovanili possono variare), chiamati pallanuotisti, che possono essere sostituiti nell'arco della partita per un numero illimitato di volte, tranne nel caso commettano tre falli gravi; in quel caso, viene decretata una espulsione definitiva con relativo obbligo di sostituzione. Nuotando in uno specchio d'acqua, gli atleti devono tirare con le mani (vige per tutto l'incontro, tranne che per il portiere, l'obbligo di toccare la palla obbligatoriamente con una mano sola). Per giocare si utilizza un pallone e l'obiettivo del gioco è segnare il maggior numero di volte possibile nella porta avversaria. Ogni volta che ciò avviene si effettua un punto (detto gol o rete). Al termine dei quattro tempi di gioco la squadra con il maggior numero di punti è proclamata vincitrice.
In caso non sia possibile il pareggio, a seguito dei 4 tempi regolamentari si passa ai rigori,  non ci sono i tempi supplementari.
La pallanuoto maschile è inserita nel programma olimpico fin dal 1900, mentre la prima edizione per la pallanuoto femminile è stata in occasione dei giochi olimpici di Sydney 2000. È diventata nel tempo uno degli sport più popolari di tale competizione. Nonostante la grande popolarità che conquistò agli inizi del ventesimo secolo, resta una disciplina diffusa principalmente in Europa, Stati Uniti e Australia, anche se la sua diffusione sta aumentando grazie all'iniziativa di numerose nazioni che stanno aumentando l'interesse e le iniziative intorno a questo sport, come per esempio il "Development Trophy", torneo tra le squadre asiatiche.

## Caratteristiche
La pallanuoto è uno sport che mette costantemente sotto sforzo chi lo pratica. Il giocatore durante una partita esegue con un ritmo veloce sia fasi di accelerazione che di decelerazione, nonché cambi di direzione e gesti tecnici che richiedono precisione, potenza e freddezza. La caratteristica che accomuna molti pallanuotisti è la possenza fisica in quanto nello svolgimento del gioco sono frequenti i contatti tra i nuotatori. Tale prerogativa non è però indispensabile; la pallanuoto offre difatti la possibilità di trovare un ruolo adatto alla propria costituzione corporea. Nella pallanuoto è richiesta capacità natatoria, fondamentale per gli spostamenti, e coordinamento.
Essendo uno sport sviluppatosi dal nuoto, i muscoli esercitati in questa attività sportiva sono gli stessi dell'attività originaria. Per questo sviluppa armonicamente tutti i muscoli del corpo. Rispetto allo sport d'origine lo sforzo è maggiormente concentrato negli arti inferiori e nel busto. Come il nuoto, questo sport migliora la capacità polmonare e inoltre favorisce un miglioramento della coordinazione motoria.

## Storia

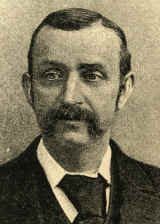
William Wilson, sviluppatore delle prime regole della pallanuoto

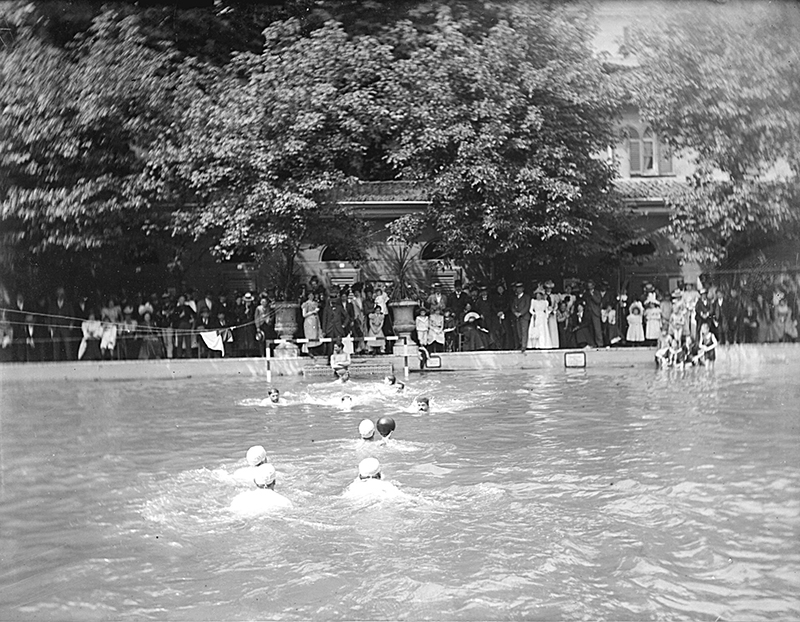
La pallanuoto al Bagno di Diana sede della Nettuno Milano.

La storia della pallanuoto trova le sue origini in Inghilterra e in Scozia, alla fine del XIX secolo, dove si diffuse con il nome di aquatic hand-ball e successivamente di water-polo. Originariamente la pallanuoto fu una competizione esclusivamente maschile ed era una dimostrazione di forza bruta e abilità. Le prime partite si giocarono fra i galeotti che venivano portati a lavarsi nel mare e nei fiumi e successivamente si estese a mostre, festival e fiere delle contee.
Alcuni testi riportano che una prima forma di pallanuoto si sviluppò ad Aberdeen, Scozia, dove il Bon Accord Club of Aberdeen, una locale associazione di sport acquatici, organizzò nel 1873 delle partite di uno sport simile al rugby nelle acque del fiume Dee. Il nuovo sport riscosse un successo tale che la London Swimming Association nel 1870 affidò a una commissione il compito di elaborare un apposito regolamento. Quattro anni più tardi, nel 1874, si disputò a Londra la prima partita di pallanuoto.
Nel 1887 William Wilson, istruttore e allenatore di nuoto scozzese, apportò una modifica fondamentale allo sport, prendendo ispirazione dal calcio. Fino ad allora la palla doveva essere posizionata con le mani in un punto prestabilito. Wilson mise in acqua delle porte simili a quelle usate nel gioco del calcio, permettendo così ai giocatori di poter lanciare la palla in porta. Wilson, oltre all'inserimento delle porte, stilò una serie di nuove regole per il neonato sport, che egli stesso ribattezzò con il nome di aquatic football (it: calcio acquatico).
Nel 1888 si disputò il primo campionato ufficiale, quello inglese. Due anni più tardi, nel 1890, a Kensington ebbe luogo il primo incontro tra due rappresentative nazionali tra inglesi e scozzesi, vinto 4-0 a favore dei primi.
Tra il 1890 e il 1900 il gioco della pallanuoto si diffuse in tutta Europa; furono organizzati tornei in Germania, Austria, Francia, Belgio, Ungheria e Italia, che seguivano le regole elaborate in Inghilterra.

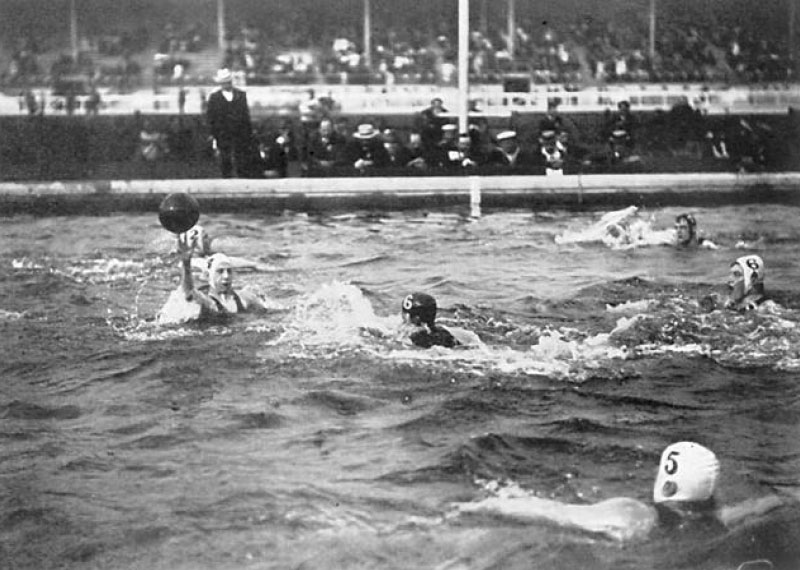
La finale del torneo di pallanuoto alle Olimpiadi estive del 1908

Nel 1900 la pallanuoto maschile fece la sua prima comparsa ai Giochi olimpici, nella seconda Olimpiade tenuta a Parigi. A rappresentare le nazioni in detta manifestazione non erano presenti singole selezioni nazionali, bensì squadre di club. Il torneo, al quale partecipavano quattro club francesi tra gli otto totali, si disputò con un formato ad eliminazione diretta. A vincere furono gli inglesi dell'Osborne Swimming Club, che batterono in finale i belgi del Brussels Swimming and Water Polo Club per sette a due. Con la sua partecipazione alla seconda Olimpiade la pallanuoto confermò il suo successo, annoverandosi tra i primi sport di squadra nel programma Olimpico.
Nel 1929 venne costituita una commissione, formata da quattro rappresentanti della pallanuoto britannica e da alcuni loro pari della Federazione Internazionale di Nuoto. La commissione elaborò nuove regole per le partite internazionali, che vennero attuate solo nel 1930. Da allora la FINA (poi divenuta World Aquatics) è l'organismo internazionale che disciplina la pallanuoto.
Con il passare del tempo il gioco della pallanuoto divenne sempre più tecnico. Nel 1928 l'allenatore Béla Komjádi inventò il passaggio sulla mano; fino ad allora, infatti, la palla veniva sempre passata solamente sull'acqua, con un conseguente notevole rallentamento del gioco; con il passaggio sulla mano lo stesso acquisì invece un discreto dinamismo. Nel 1949 venne modificato il regolamento per giocare senza troppe interruzioni; la modifica apportata stabiliva che il gioco non si doveva fermare quando l'arbitro fischiava un fallo semplice. Negli anni settanta l'espulsione definitiva fu sostituita con l'espulsione temporanea durante la quale, per un minuto, la squadra che la subiva giocava con un uomo in meno. Fu inoltre imposto un limite di durata per ogni azione di quarantacinque secondi. Nel 1994 fu inserito nel regolamento il rigore dai quattro metri, modificato poi a cinque metri nel 2005.

## Regolamento

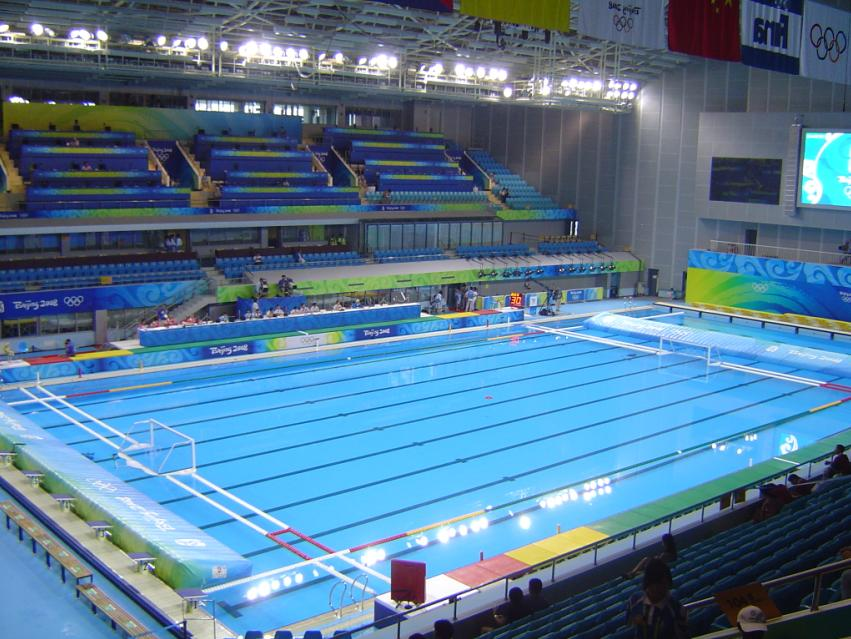
Un campo di gioco conforme alle regole

Le regole della pallanuoto vengono elaborate e pubblicate con un intervallo di quattro anni dalla pubblicazione precedente dalla World Aquatics, l'associazione internazionale che coordina l'attività agonistica internazionale della pallanuoto, oltre che quella del nuoto, del nuoto sincronizzato e dei tuffi.

### Campo da gioco
Le partite di pallanuoto si svolgono in specchi d'acqua, solitamente piscine. Nelle partite ufficiali il campo dove si disputa l'incontro deve essere conforme alle norme della Federazione Internazionale del Nuoto, conosciuta anche come World Aquatics. Nella pallanuoto maschile la distanza tra le due linee di porta deve essere compresa tra i 25 e i 30 metri (salvo diversa disposizione per impossibilità o per i campionati giovanili) e la larghezza deve essere compresa tra 10 e 20 metri. Per le partite femminili, invece, il campo deve essere lungo 25 metri e largo 17 metri.
Nelle competizioni World Aquatics il campo per le squadre maschili deve essere lungo 33 metri e largo 20 metri, mentre per le squadre femminili le dimensioni del campo restano invariate. Per le partite di entrambi i sessi l'acqua deve avere una profondità minima di 2.20 metri in tutti i punti della piscina (in Italia il minimo è di 1.80 - consigliati 2.00 m).
Lungo il perimetro del campo devono essere presenti, contrassegnati da colori diversi e ben visibili durante la partita, dei segnali che indichino le linee di porta e di metà campo (segnali bianchi), la linea dei 2 metri e dei 5 metri per il tiro di rigore (segnale rosso), la linea dei 6 metri (segnale giallo o verde). Spesso le corsie che delimitano la lunghezza del campo, sono colorate in base all'area che "coprono"; se vi dovesse essere una di queste corsie, la zona di corsia compresa tra i 6 e i 2 metri dalla porta sarà gialla, dai 2 metri alla linea di porta rossa e così via.

### Porte

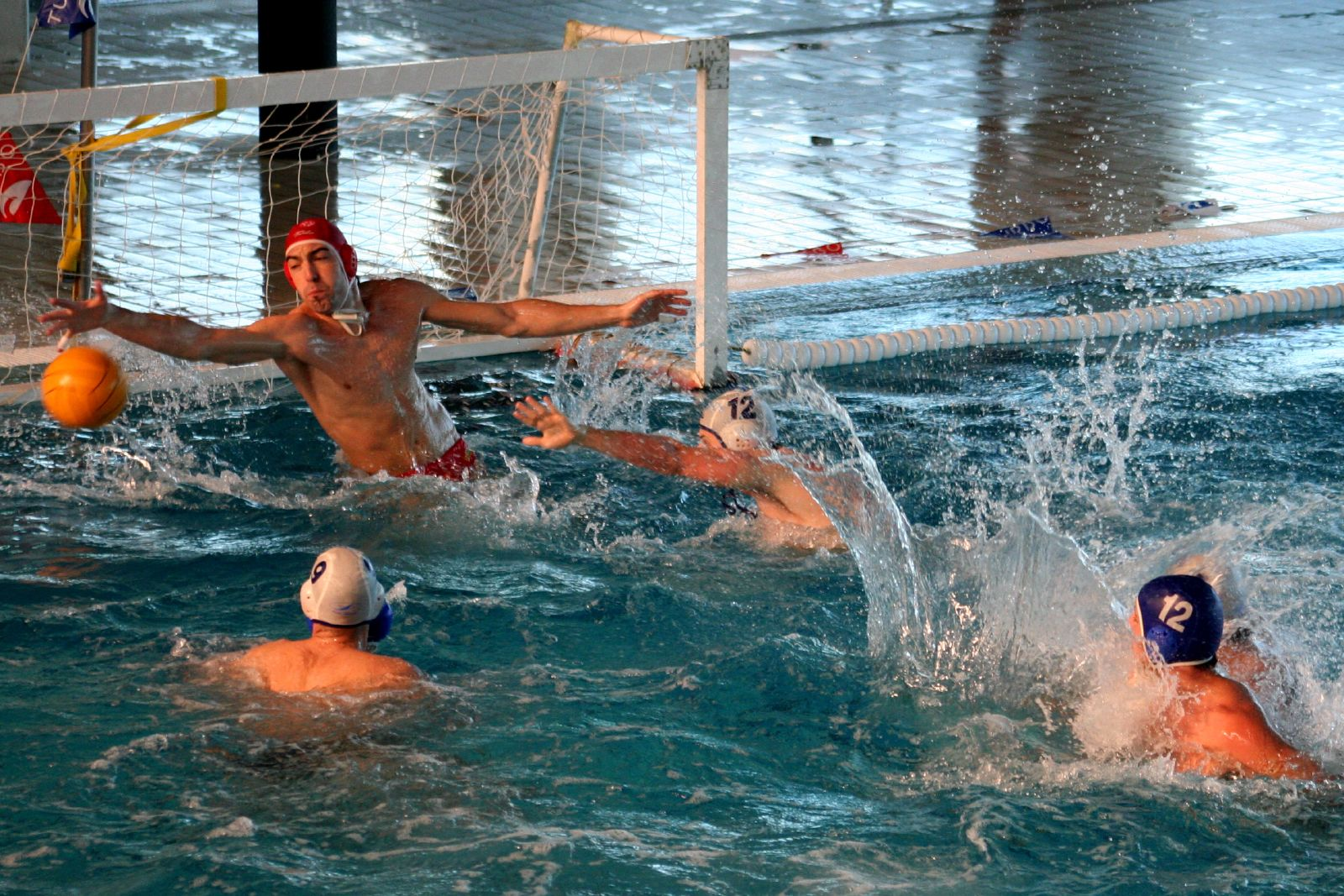
Una parata

La porta è lo strumento che delimita la linea che la palla deve attraversare per segnare un punto; durante una partita di pallanuoto ne vengono impiegate due, una per ogni squadra. Queste sono formate da due assi verticali, dette montanti, e una orizzontale posizionata sopra di esse, la traversa. Il tutto deve avere una tinta unica di colore bianco. Il galleggiamento delle porte è dovuto a una sezione apposita posizionata sotto di esse.
Le porte, per essere omologabili, devono comprendere una lunghezza di 3 metri tra un montante e l'altro, la traversa deve essere posta a 90 centimetri dal pelo dell'acqua e la rete deve essere attaccata sia ai montanti che alla barra trasversale in modo da chiuderne completamente lo specchio. Le altezze e le distanze variano in caso di campionati giovanili.

### Pallone

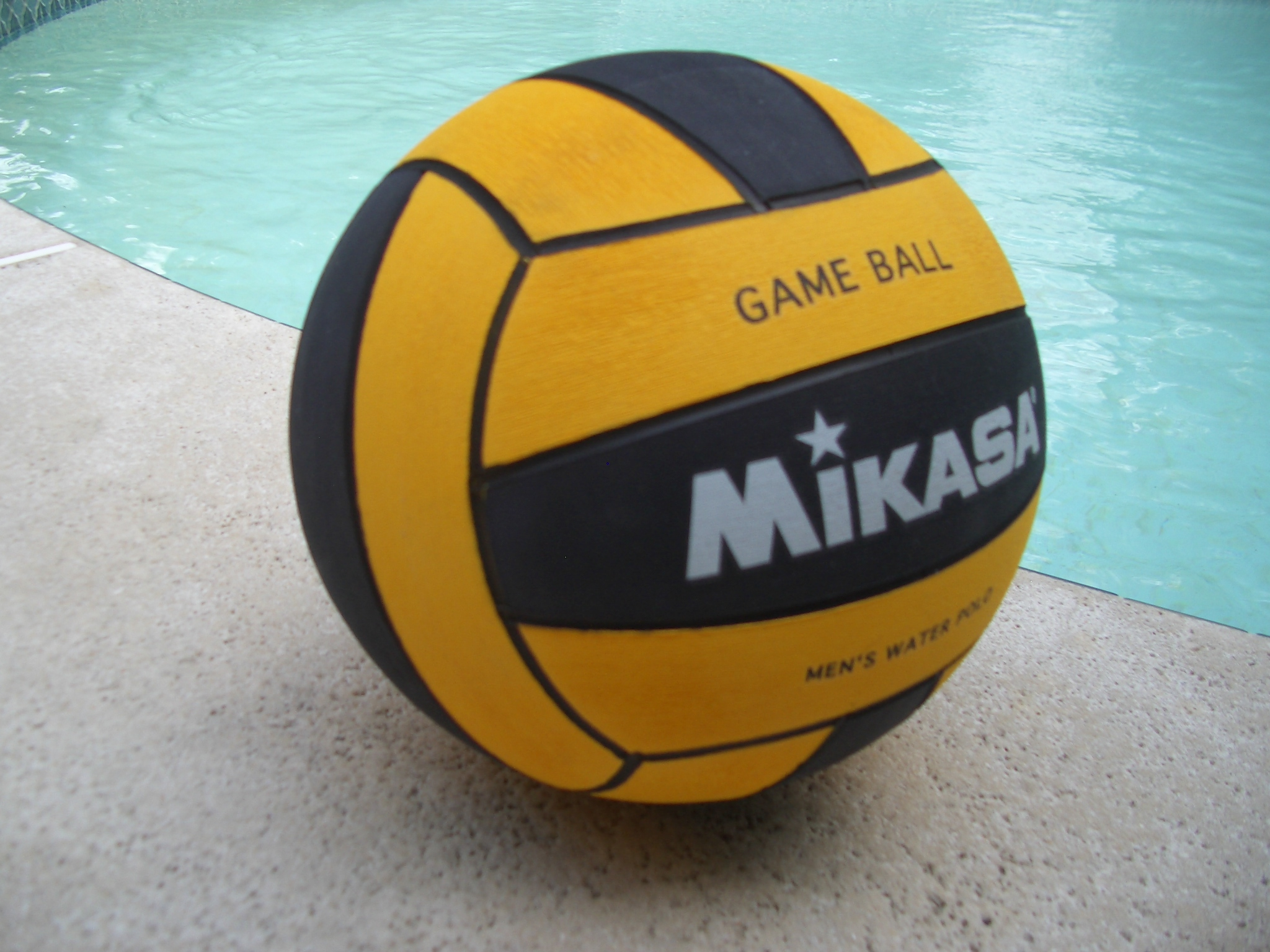
Pallone di nuova generazione con la fascia centrale colorata

Il pallone da pallanuoto, usato anche nelle varianti dello sport, è caratterizzato dalla sua superficie molto ruvida, che permette una più agevole presa utilizzando un'unica mano, nonostante le discrete dimensioni del pallone.
Nel corso della storia il pallone usato in questa disciplina ha subito delle frequenti modifiche. Inizialmente, nel XIX secolo, si utilizzava una palla di gomma, che venne poi sostituita dal pallone di cuoio usato nel calcio; questo, assorbendo l'acqua, diveniva però eccessivamente pesante. Così, nel 1936, James Smith, un allenatore di pallanuoto, progettò un pallone che era dotato di una camera d'aria gonfiabile e di un rivestimento in tessuto di gomma. Inizialmente rosso, il pallone diventò giallo per acquisire visibilità, per venire poi dotato in epoca moderna di una striscia centrale colorata, tuttavia i recenti palloni sono di diverse colorazioni, nelle quali è presente il colore giallo o bianco. In Italia, per i campionati di Serie A1, A2 e di serie B è obbligatorio l'uso di palloni Arena Waterpolo Ball Italia, con colorazione gialla o in alternativa tricolore.
Il pallone da pallanuoto pesa 400-450 grammi ed è gonfiato a una pressione relativa di 90-97 kPa (13-14 psi) per gli uomini e 83-90 kPa (12-13 psi) per le donne. La circonferenza dei palloni è di 68-71 cm per gli uomini e di 65-67 cm per le donne. la misura dei palloni degli uomini è detta "5", mentre quella delle donne è "4". Esiste anche un'ulteriore taglia più piccola detta "3" utilizzata però solamente nelle primissime categorie giovanili.

### Abbigliamento
I giocatori durante una partita di pallanuoto indossano un abbigliamento specifico, idoneo all'attività. Sul capo portano una cuffia da pallanuoto, chiamata anche calotta, la quale ha due scopi principali: quello di permettere all'arbitro di identificare i giocatori e la loro squadra di appartenenza e quello di proteggere gli stessi atleti. Essa è dotata di due protezioni rigide per le orecchie, che proteggono da eventuali urti.
Il costume, altro indumento utilizzato nella pallanuoto, presenta delle differenze tra quello maschile e quello femminile. I pallanuotisti indossano il costume a slip, mentre le omologhe femmine il costume intero, generalmente del tutto chiuso anche sul dorso. Solitamente i costumi riportano il logo o i colori societari. Gli atleti, per via del grande agonismo che è presente in questo sport, indossano sopra il primo un ulteriore costume, chiamato copricostume; ciò a causa dei frequenti contatti con gli avversari, dove accade spesso che il proprio marcatore si aggrappi all'indumento, col rischio di strapparlo. Questa circostanza accade soprattutto nelle competizioni femminili, in quanto il costume intero offre un "appiglio" più ampio per le trattenute. A differenza dei normali costumi da nuoto, quelli per la pallanuoto si contraddistinguono per le cuciture rinforzate e il tessuto più resistente; il costume intero femminile si presenta molto avvolgente, con aperture ridotte al minimo per scollo, braccia e gambe, oltre a presentare la schiena completamente chiusa da una cerniera lampo verticale.
Alcuni pallanuotisti inoltre utilizzano il paradenti per evitare lesioni a denti, gengive e labbra. Questo strumento ha un'importante funzione protettiva per eventuali colpi al volto, ma molti pallanuotisti non lo utilizzano, per timore che esso interferisca con la respirazione e di conseguenza con la propria prestazione, anche se è stato scientificamente dimostrato che tenerlo in bocca non altera le performance degli sportivi.

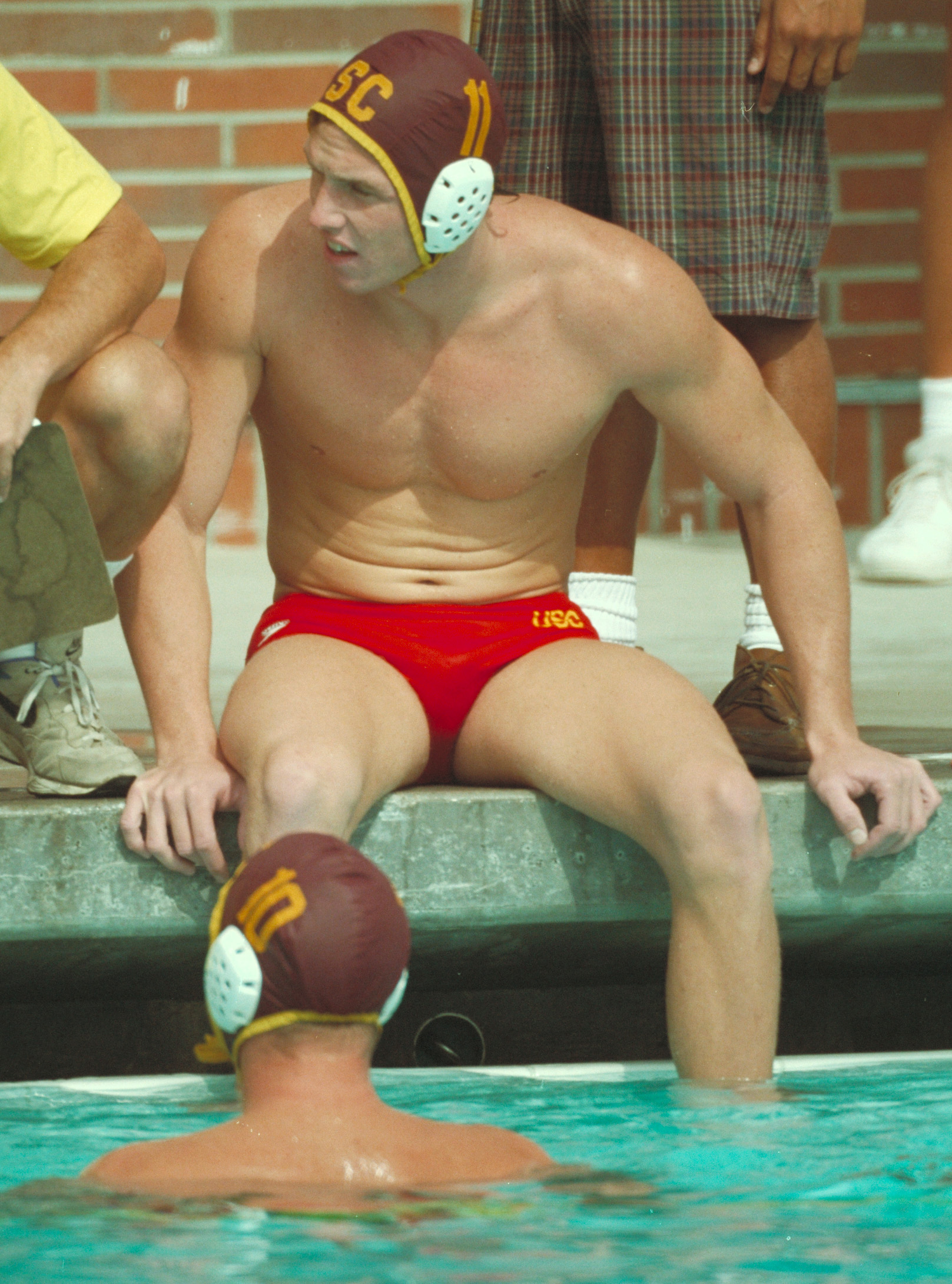
Equipaggiamento maschile da pallanuoto
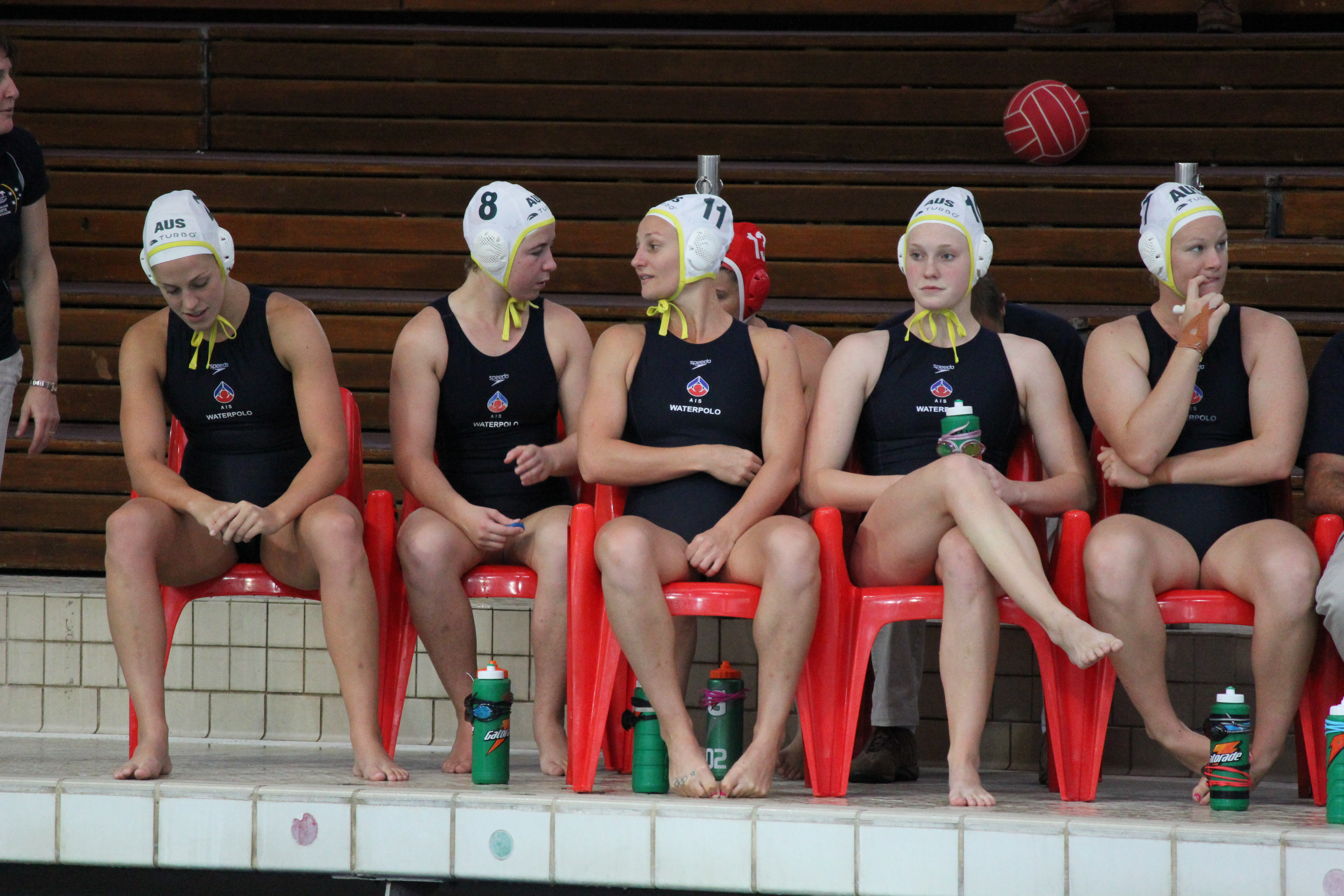
Equipaggiamento femminile da pallanuoto
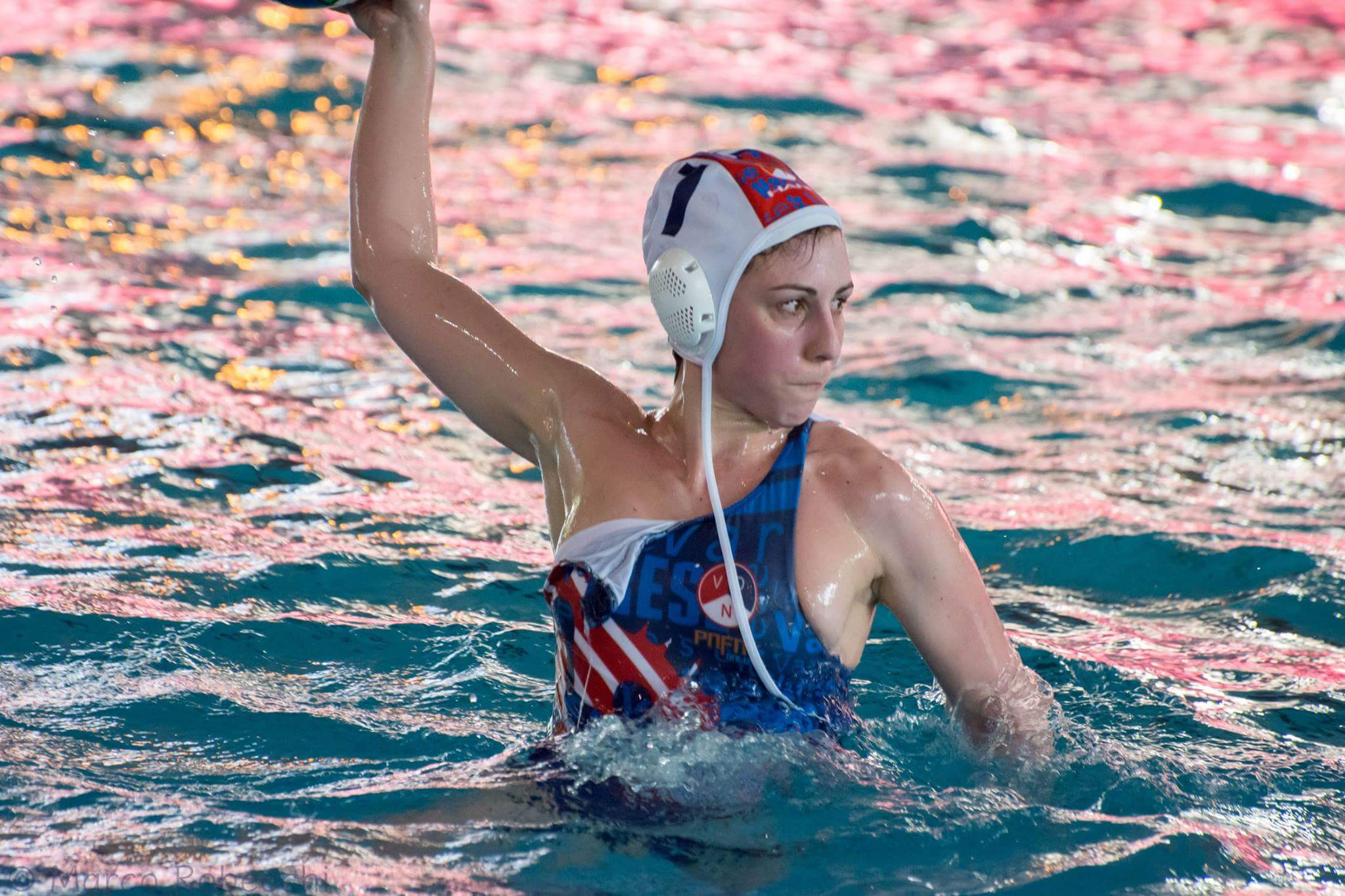
Ai costumi da pallanuoto è richiesta particolare resistenza, per evitare rotture durante l’azione

### Direttori di gara

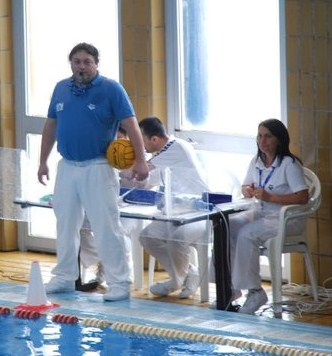
Ufficiali di gara di pallanuoto

Per le competizioni FIN (Federazione Italiana Nuoto) secondo il regolamento ad arbitrare una partita devono essere presenti arbitri e giudici di porta ma in quelle giovanili i giudici di porta non sono presenti. Esistono varie possibilità riguardo alla composizione della commissione arbitraria. Possono essere presenti due arbitri e due giudici di porta, due arbitri senza giudici di porta oppure un arbitro e due giudici di porta. Oltre ai citati direttori di gara devono essere presenti cronometristi e segretari (giudici di gara). Questi hanno il compito di cronometrare i periodi di possesso palla di ogni azione, per fare in modo che esso non superi il limite imposto dal regolamento, cronometrare i periodi effettivi di gioco, segnare il punteggio della partita e cronometrare il periodo relativo all'espulsione di un giocatore e segnalarne il rientro.

### Durata del gioco
La durata di una partita è di quattro periodi, ognuno di 8 minuti effettivi. Per ottenere un cronometraggio effettivo il tempo viene fermato ad ogni fallo, gol e timeout. Il cronometro viene fatto ripartire nel momento in cui la palla lascia la mano del giocatore che ne effettua la rimessa in gioco. È presente un intervallo di due minuti tra il primo e il secondo periodo e tra il terzo e il quarto, mentre sono previsti tre minuti di pausa tra il secondo e il terzo periodo.
Se al termine dei tempi regolamentari in una partita dove è richiesto un risultato definitivo il punteggio è ancora di parità, dopo una pausa di cinque minuti si procede ad una serie da cinque tiri di rigore; in caso di parità si procede ad oltranza come nel calcio ma continuando con gli stessi cinque giocatori.

### Falli, scorrettezze e sanzioni disciplinari

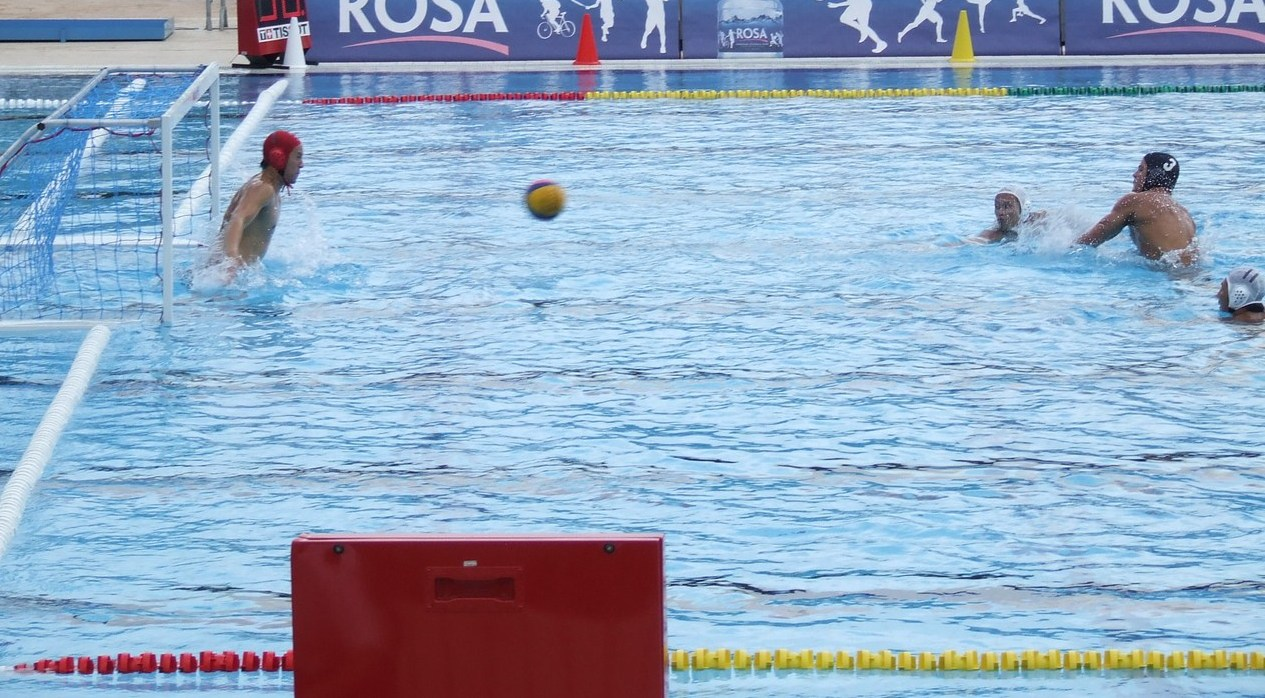
Un rigore dai cinque metri

Nella pallanuoto si effettua una principale distinzione dei falli: i falli semplici e i falli gravi.
I falli semplici non comportano sanzioni disciplinari, ma una punizione a favore dell'avversario. Si considerano falli semplici quelli che ostacolano o impediscono in qualche modo la libera circolazione di un avversario che non detiene il possesso della palla. Inoltre sono considerate falli semplici altre infrazioni al regolamento, come mettere completamente il pallone sott'acqua (detto in gergo palla sotto), toccare il pallone con entrambe le mani contemporaneamente (portieri esclusi), respingere la palla con il pugno chiuso (portieri esclusi), partire prima del fischio dell'arbitro, spruzzare in faccia all'avversario, nuotando sopra (senza esagerare), proteggere la palla in modo scorretto o mantenere (sia come singolo che come squadra) il possesso palla per più di 30 secondi senza tirare nella porta avversaria.
I falli gravi comportano l'espulsione di chi li commette; un giocatore espulso deve recarsi nell'apposita zona chiamata in gergo pozzetto e non può partecipare al gioco per venti secondi, nei quali la squadra avversaria è in superiorità. Al termine dei venti secondi, il giudice incaricato alza una bandierina blu o bianca (a seconda della squadra di appartenenza del giocatore) che sta ad indicare il rientro del giocatore; se egli non dovesse entrare o uscire correttamente nel/dal pozzetto, viene espulso con effetto immediato e alla squadra avversaria viene assegnato un tiro di rigore. Alla terza espulsione il giocatore non può più rientrare in campo e deve essere sostituito. Si considerano falli gravi lo sferrare intenzionalmente calci o gomitate all'avversario, strattonarlo, trattenerlo o affondarlo. Inoltre è considerato un fallo grave commettere un fallo semplice con l'intento di evitare un probabile gol avversario.
Esistono inoltre altre due categorie di falli rientranti nella categoria dei falli gravi che comportano punizioni più severe, nelle quali rientrano ad esempio lo sferrare intenzionalmente calci, pugni, testate, gomitate o similia all'avversario, dette gioco violento e brutalità.
Il gioco violento o la brutalità comportano l'espulsione immediata e definitiva del giocatore che le ha commesse e nel caso della brutalità un tiro di rigore contro la squadra del giocatore che ha commesso il fallo, la quale sarà inoltre costretta a giocare con un uomo in meno per quattro minuti effettivi. La brutalità comporta anche una squalifica per almeno due turni del giocatore sanzionato e una ammenda automatica per la sua squadra. La severità nel sanzionare il fallo brutale deriva proprio dalla volontà di evitare la violenza in questo gioco già molto agonistico.
Viene assegnato il tiro di rigore dai cinque metri quando un difensore compie un fallo grave all'interno della linea dei cinque metri interferendo con una chiara occasione da rete. I difensori che fiancheggiano il tiratore al momento del rigore gli devono stare ad almeno due metri di distanza. Il giocatore, posizionato sulla linea dei cinque metri con la palla appoggiata sull'acqua accanto a lui, al fischio dell'arbitro deve immediatamente afferrarla e concludere a rete, altrimenti il rigore è considerato nullo. Vi è stato uno scandalo mediatico su questo punto dei rigori ai mondiali di Barcellona del 2013. La giocatrice italiana Roberta Bianconi dopo il fischio dell'arbitro non tira il rigore in quanto l'estremo difensore avversario era avanzato irregolarmente. Al direttore di gara non interessa: è rigore sbagliato.

## Ruoli e schemi di gioco

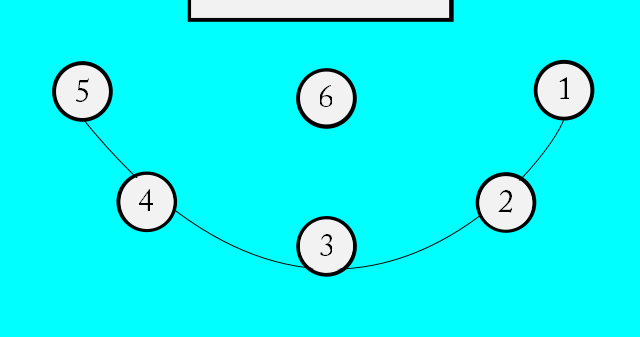
Rappresentazione numerata della classica disposizione a semicerchio

Nella pallanuoto i ruoli principali sono cinque: portiere, difensore, attaccante, centrovasca e centroboa. La disposizione tipica della pallanuoto è un semicerchio formato dai suddetti elementi, che al suo interno contiene il sesto giocatore, il centroboa. I ruoli vengono spesso associati a un numero da uno a sei, partendo dall'ala destra arrivando fino a quella sinistra.
Il portiere, non partecipando alla fase offensiva, non possiede un numero che lo identifichi nello schema. Ha il compito di difendere la propria porta per evitare di far segnare punti alla squadra avversaria. Per fare ciò, a differenza degli altri giocatori, può toccare la palla con entrambe le mani contemporaneamente, respingere la palla con il pugno chiuso. È distinguibile dagli altri giocatori per la sua calotta, dal colore rosso.
Gli attaccanti (1,5) sono i due pallanuotisti più avanzati e defilati, dato che si posizionano sulla linea dei due metri. Nella numerazione vengono identificati con il numero uno, attaccante destro, e cinque, attaccante sinistro. L'attaccante destro solitamente è un pallanuotista mancino; ciò perché la fascia destra del campo è ritenuta la fascia migliore, gergalmente detto lato giusto, per le caratteristiche dei mancini, cioè la zona del campo dove possono ricevere palla e concludere con più facilità. Oggigiorno il termine attaccante viene spesso sostituito con il termine Ala considerando il ruolo e la posizione analoga alle Ali calcistiche poste ai lati del centravanti, ruolo che nella pallanuoto è svolto dal centroboa.

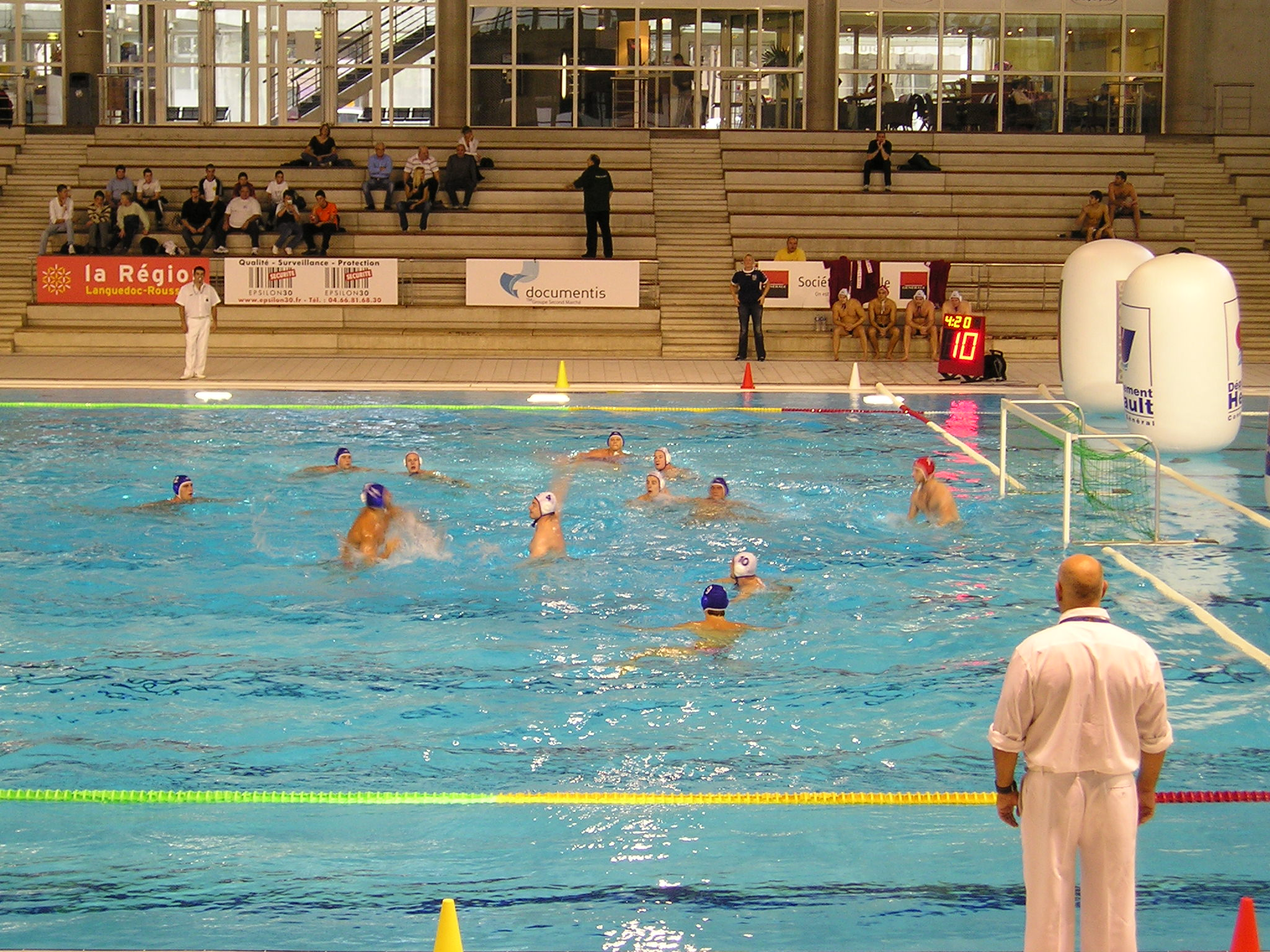
Classica disposizione a semicerchio

I difensori (2,4) sono, dopo il centrovasca, i giocatori più arretrati. Spesso è da loro che viene eseguito il tiro a rete. A loro è assegnato il compito di essere i primi a ripiegare in fase difensiva. Nella numerazione sono contrassegnati dal numero due, difensore destro, e quattro, difensore sinistro. Gergalmente possono venire chiamati anche mezze ali oppure mezz'ali.
Il centrovasca, (3) chiamato marcatore quando ricopre il ruolo difensivo, è il giocatore più arretrato del semicerchio. Il suo ruolo offensivo è quello di regista, trovandosi a metà del semicerchio; importante è il suo compito nella fase difensiva, dato che gli è assegnata la marcatura del centroboa avversario, ed è deputato a ostacolarne i movimenti per evitare che egli concluda a rete da distanza ravvicinata.
Il centroboa (6) è il giocatore più vicino alla porta avversaria. Svolge un ruolo fondamentale nella fase d'attacco; infatti nella pallanuoto moderna il passaggio verso di esso fa da perno all'azione offensiva. Il fine principale del centroboa è quella di riuscire a concludere a rete da breve distanza, oppure quella di ottenere l'espulsione del proprio marcatore. Per concludere a rete il giocatore, che si trova solitamente spalle alla porta, deve utilizzare varianti del tiro classico come il tiro a sciarpa o la rovesciata (detta anche beduina). Questi tipi di conclusione permettono al giocatore di scagliare il pallone verso la porta senza doversi girare. Essendo il gioco moderno incentrato sul centroboa, le tattiche difensive hanno lo scopo o di ostacolare i passaggi verso di esso o di limitarne lo spazio a sua disposizione e i movimenti.
Nel primo caso si attua una strategia chiamata difesa a uomo o pressing. In questo schema i difensori marcano in maniera molto ravvicinata gli attaccanti della squadra avversaria per impedire che essi lo possano servire facilmente. Il centrovasca svolge un ruolo fondamentale: ha il compito di gestire e coordinare le dinamiche difensive, in secondo al portiere; il centrovasca cerca inoltre di porsi “in anticipo”, ovvero dinanzi l’attaccante frapponendosi tra questo e la palla. Ruota la propria posizione in funzione degli spostamenti del pallone operati dai giocatori avversari cercando inoltre di impedire il sopraggiungere del pallone all’attaccante centrale.
Nel secondo caso si attua una strategia chiamata difesa a zona chiamata generalmente dal portiere quando vede che il marcatore non è più in anticipo ma è dietro al centroboa. In questo schema la difesa raddoppia la marcatura sul centroboa. Ciò avviene mediante l'arretramento del marcatore del centrovasca, che chiude il pallanuotista in una morsa, tra lui e il marcatore del centroboa. Ovviamente è conseguenza inevitabile che per raddoppiare la marcatura un giocatore rimanga libero; per riparare a ciò il giocatore che ha chiuso da davanti il centroboa alza il braccio cercando di murare il tiro dell'attaccante; oppure, i marcatori degli esterni si dispongono tra il proprio uomo e il centrovasca, così da poter coprire ugualmente gli spazi e aumentare la difficoltà dei passaggi della squadra avversaria. Tale schema difensivo prende il nome di zona M poiché i difendenti si dispongono in maniera tale che, osservando tale disposizione dall’alto, sembra una lettera M.

### Uomo in più
Nel gergo della pallanuoto, con il termine uomo in più si indica la superiorità numerica di una delle due squadre, causata da un fallo grave, e quindi con conseguente espulsione, di un giocatore.
Quando una squadra si trova in superiorità numerica, ossia con un uomo in più, essa tende ad attaccare la squadra avversaria cercando di trovare un varco per tirare. Seguendo questo concetto, gli attacchi in superiorità numerica sono caratterizzati da velocità e precisione nei passaggi, il che obbliga ad un grande sforzo i difensori, costretti a fare avanti e indietro per coprire la porta. Si attacca la difesa spesso con 4 uomini sulla linea dei due metri tra cui 2 sui pali. Questo però non è l'unico metodo per giocare l'uomo in più; infatti esistono altri schemi come il 3 3 che dispone tre uomini sulla linea dei due metri e tre su quella da cinque.
Quando, al contrario, una squadra si trova in inferiorità numerica, essa tende a far posizionare i difensori in una posizione intermedia rispetto agli attaccanti, in modo da coprire la porta ma contemporaneamente senza essere troppo distanti dal giocatore libero. Generalmente si dispongono 3 difensori sulla linea dei 2 metri tra i vari attaccanti e due a metà strada tra la linea dei 2 metri e quella dei 5 a protezione della porta ma pronti a pressare i due attaccanti posti sulla linea dei 5 per chiudere il più possibile lo specchio aiutando in tal modo il portiere.
Nel caso in cui avvengono due espulsioni per una stessa squadra, si parla di doppia superiorità numerica. In questa situazione, molti allenatori tendono a far arretrare un uomo che non parteciperà all'azione, così da creare una situazione di uomo in più.

## Fondamentali

### Nuotata

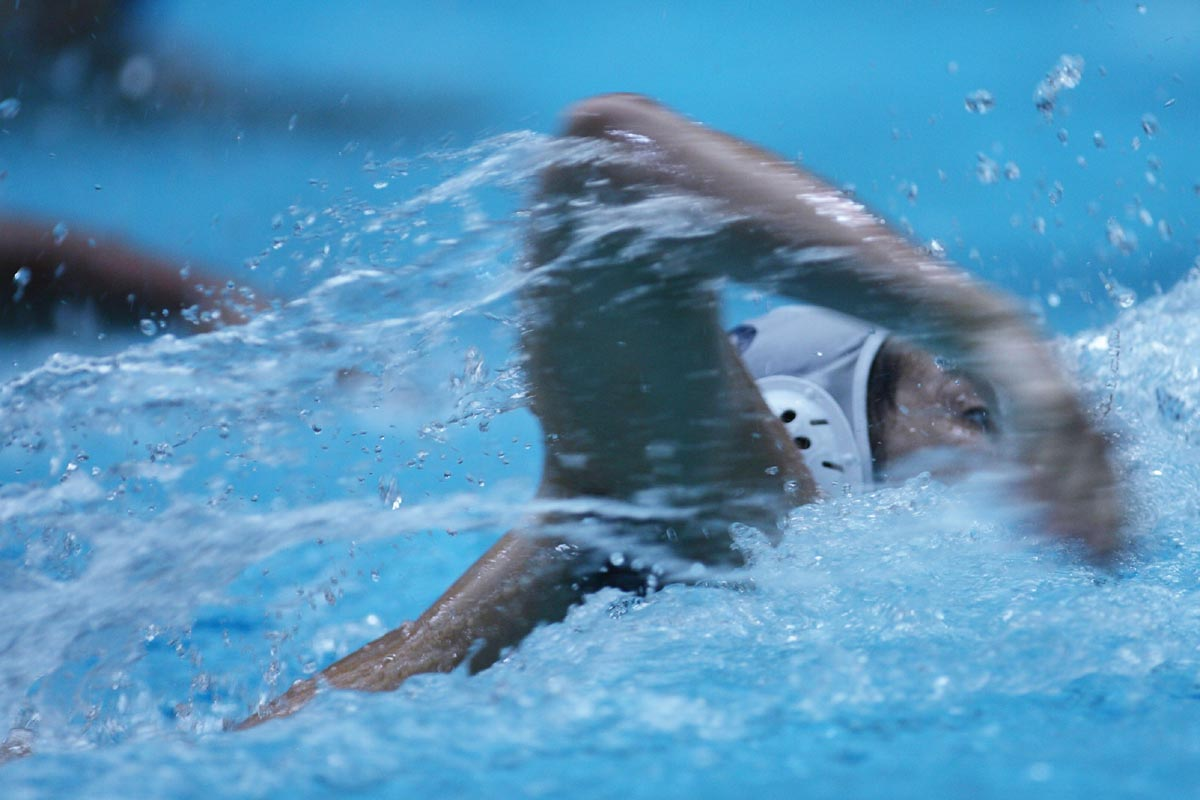
La bracciata corta tipica della pallanuoto

Dato che la pallanuoto è uno sport sviluppatosi sulle basi del nuoto, uno dei movimenti fondamentali è la nuotata, che permette ai giocatori di spostarsi dentro l'acqua. A differenza del tipico stile del nuoto, nella pallanuoto spesso si nuota con la testa fuori dall'acqua, con la bracciata molto corta. La prima caratteristica consente di seguire costantemente l'evoluzione del gioco, mentre la seconda facilita il controllo della palla durante la nuotata.
A seconda della fase di gioco che si viene a creare vengono usati più stili di nuotata, che posseggono delle caratteristiche atte ad affrontare ogni situazione nel migliore modo possibile.
La nuotata a forbice, detta anche Trudgeon dal nome del suo inventore, è uno stile che viene utilizzato frequentemente nella pallanuoto, viste le potenti accelerazioni che riesce a imprimere alla nuotata. È l'unione di due stili: si effettua una gambata rana ogni bracciata stile libero. Da ciò scaturisce l'andatura a balzi che contraddistingue questo stile. Questa nuotata permette un ottimo galleggiamento, permettendo di conseguenza di mantenere la testa fuori dall'acqua senza problemi, sì da seguire lo svolgimento dell'azione durante il movimento. Un buon pallanuotista deve essere rapido nei movimenti e nel passare da una posizione orizzontale (tipica del nuotatore) che viene adottata dal giocatore per i trasferimenti da lato a lato, ad una verticale (o semiverticale in acqua) che invece gli consente di poter passare la palla ai compagni e tirare verso la porta. Questa tecnica è ampiamente adoperata soprattutto nelle azioni di contropiede in particolare caso quando il difensore insegue l’attaccante a poca distanza. La nuotata a Trudgeon consente a chi attacca di poter passare rapidamente alla posizione di tiro rendendo vano il tentativo di ostacolare l’azione da parte del difendente.
La nuotata a bicicletta viene utilizzata per mantenere costantemente il corpo fuori dall'acqua quando si è in posizione verticale. Prende il nome dal movimento che viene effettuato, che ricorda il movimento delle gambe durante la pedalata. Per eseguire tale nuotata bisogna flettere alternativamente le gambe tenendo il piede a martello, spingendo prima verso l'esterno e poi verso il basso. Si può definire anche come una nuotata a rana a gambe alternate le quali non sforbiciano contemporaneamente generando il tipico stile. La posizione non è completamente distesa come nel caso della nuotata a rana classica ma leggermente inclinata rispetto al piano orizzontale. Il movimento delle gambe in velocità assume una caratteristico andamento che ricorda il modo di girare delle eliche delle navi. In inglese viene definita eggbeater (sbattiuova, frusta) perché la gambata descrive la forma dello sbattiuova quando è in funzione.
La nuotata a dorso viene utilizzata per il ritorno in difesa o per la ricezione dei lanci lunghi. Il dorso eseguito nella pallanuoto differisce da quello del nuoto vero e proprio dal piegamento del busto, che è molto più vicino alle ginocchia, quasi ad assumere una posizione per sedersi, così da poter mantenere la testa più alta e di conseguenza avere una miglior visuale di gioco.

### Passaggio
Il passaggio è un fondamentale che serve principalmente nella fase offensiva. Nella pallanuoto il passaggio di palla da un giocatore a un altro avviene continuamente e in modo rapido e preciso. Ciò serve per disorientare la difesa e a trovare un giocatore con lo specchio della porta libero. Esistono due tipi principali di passaggio: il passaggio sulla mano e il passaggio sull'acqua.
Il passaggio sulla mano (ingl. air pass o dry pass) consiste nel passare la palla a un giocatore direzionandola verso la mano del ricevente, così da facilitare la presa al volo della palla. Questo tipo di passaggio viene utilizzato solitamente tra i giocatori che formato il semicerchio esterno, che creano così una fitta e rapida rete di scambi prima di andare alla conclusione.
Il passaggio sull'acqua (ingl. wet pass) consiste nel passare la palla a un giocatore direzionandola sull'acqua, in una zona vicina al ricevente. Questo tipo di passaggio viene utilizzato solitamente dai giocatori del semicerchio esterno per servire il centroboa, che avendo la palla davanti a sé e la porta alle spalle può concludere a rete con una rovesciata o una sciarpa invece nelle controfughe il passaggio può avvenire "a volo" con tiro, o in caso con nuotata a dorso una deviazione.

### Tiro

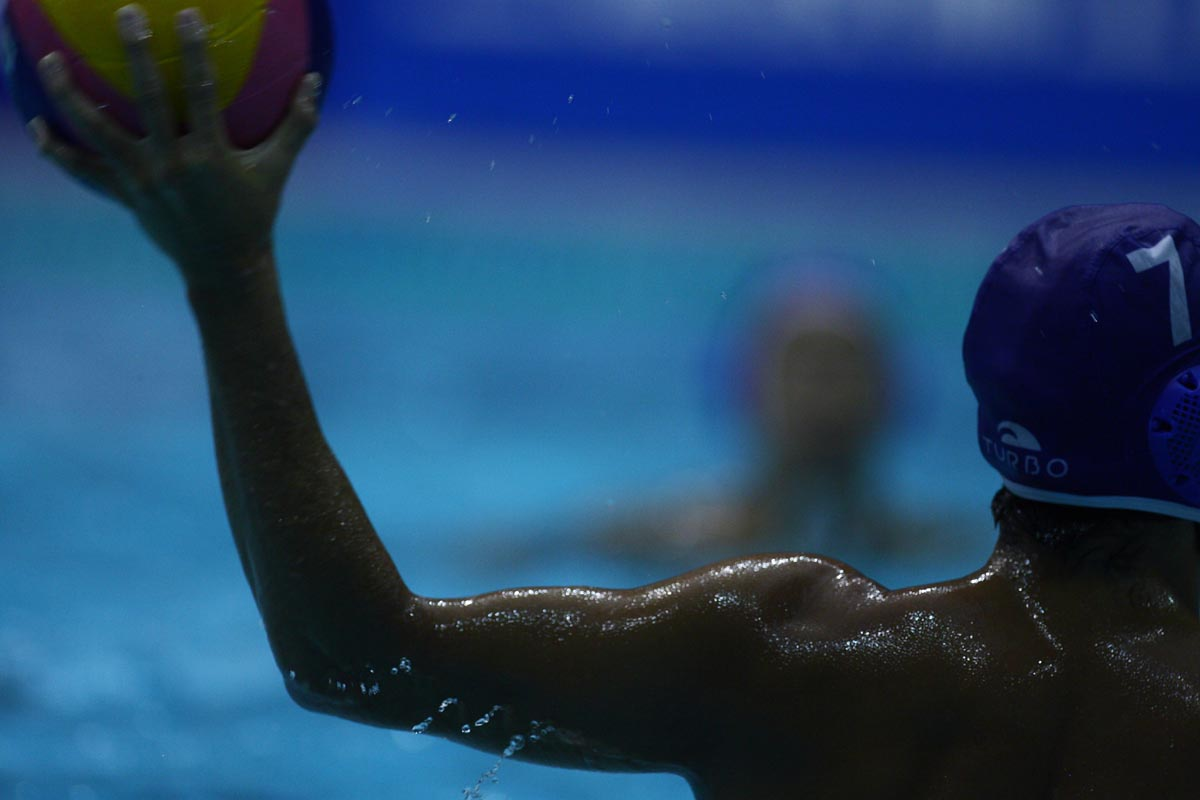
Caricamento di un pallanuotista mancino durante la fase di trazione

Il tiro è un fondamentale della pallanuoto il cui fine è quello di scagliare la palla nella porta avversaria. Il movimento si divide in due fasi, trazione e tiro: la prima è la fase di preparazione alla seconda. Durante essa il pallanuotista, con la mano libera, esercita una pressione continua sull'acqua, che accompagnata da un movimento rotatorio delle gambe, chiamate gambe a bicicletta, permette l'elevazione del busto. Contemporaneamente con l'altra mano solleva la palla e con una rotazione del busto carica il tiro portando la palla dietro la nuca.
La seconda fase, il tiro, consiste nello scaricare la potenza accumulata con la trazione, scagliando con un movimento rapido del braccio la palla verso la porta avversaria. Per un tiro ottimale, oltre alla qualità balistica del giocatore, sono importanti una buona coordinazione e una ottima elevazione, risultato della fase preparatoria.
In alternativa al tiro classico esistono molteplici varianti, frutto di un adattamento del tiro alle varie situazioni che si possono verificare durante una partita, come il trovarsi spalle alla porta o dover tirare durante la nuotata.
Il tiro a schizzo è una variante del tiro classico che viene utilizzato quando si è a una distanza ravvicinata rispetto allo specchio della porta. Il tiro consiste nel sollevare leggermente la palla con una mano e impattarla con le dita dell'altra, con la quale si sta terminando la bracciata. Questo tiro consente di concludere con estrema velocità ma scarsa potenza, a causa della poca forza che si riesce ad imprimere al pallone.

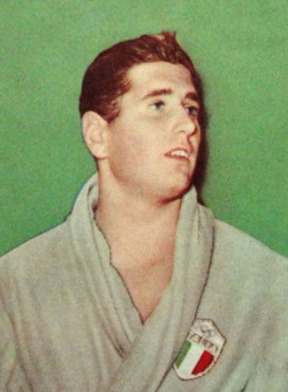
Sequenza di immagini dove Federico Dennerlein illustra la tecnica del tiro a colonnello

Il tiro di polso è una variante del tiro classico che viene utilizzato quando si è a una distanza ravvicinata rispetto allo specchio della porta; consiste nel concludere a rete senza uscire con il busto dall'acqua, cioè non eseguendo la fase di trazione, e scagliare la palla verso la porta con la sola forza del polso.
Il tiro a colonnello è una variante del tiro classico che viene utilizzato quando si è a una distanza ravvicinata rispetto allo specchio della porta. Il tiro consiste nell'afferrare la palla con il braccio disteso sull'acqua, trascinarla indietro, prima affondandola e poi lasciandola riemergere. Posizionando la palla all'altezza del viso, con il braccio intraruotato fuori dall'acqua si fa forza su di esso per lanciare la palla verso la porta. Questo tiro consente di concludere durante la fase di nuotata.
Il tiro a sciarpa è una variante del tiro classico che viene utilizzato quando si è di spalle o in posizione laterale rispetto allo specchio della porta. Il tiro prende il nome dal movimento che si effettua durante questo tiro, che ricorda il gesto per indossare una sciarpa. Infatti il giocatore afferra la palla e con un movimento semicircolare verso la spalla opposta scaraventa la palla verso la porta.
La rovesciata, nota anche come beduina, è una variante del tiro classico che viene utilizzato quando si è di spalle o in posizione laterale rispetto allo specchio della porta. Per eseguire questo tiro bisogna afferrare la palla bloccandola tra il palmo e il polso ed eseguire un movimento di novanta gradi verso destra (sinistra se mancini) durante il quale si lascia la palla.
La palomba, detta anche palombella, colomba o colombella, è una variante del tiro classico il cui scopo è quello di scavalcare il portiere. Per eseguire questo tiro bisogna eseguire la fase di trazione e, invece di imprimere potenza alla palla, distendere il braccio per darle una traiettoria morbida che punti a scavalcare il portiere.

## Organi di governo
Membri dell'AASF
     Membri della CANA
     Membri della LEN
     Membri dell'OSA
     Membri dell'UANA

Confederazioni della World Aquatics:
Membri dell'AASF
Membri della CANA
Membri della LEN
Membri dell'OSA
Membri dell'UANA

Il maggior organo di governo di pallanuoto a livello internazionale è la World Aquatics, che ha sede a Losanna, in Svizzera. Ad essa sono affiliate cinque confederazioni continentali che coordinano la pallanuoto nei propri paesi associati.
- La Asian Amateur Swimming Federation, o AASF, coordina la pallanuoto in quarantatré paesi del continente asiatico, tutti tranne Israele.
- La Confédération Africaine de Natation, o CANA, coordina la pallanuoto in quarantatré paesi del continente africano,[54] che la federazione divide in quattro principali zone. Oltre a questi, sono presenti altri sedici paesi africani affiliati direttamente alla World Aquatics e non alla CANA.
- La Ligue Européenne de Natation, o LEN, coordina la pallanuoto in cinquanta paesi del continente europeo, ai quali si aggiunge anche lo stato di Israele.
- La Oceania Swimming Association, o OSA, coordina la pallanuoto in tredici paesi del continente oceanico.
- La Unión Americana de Natación, o UANA, coordina la pallanuoto in trentotto paesi del continente americano. Essa è a sua volta divisa in quattro sottofederazioni, ognuna delle quali gestisce una determinata zona del continente: America Meridionale, America Centrale e Caraibi, Stati Uniti e Canada.

## Competizioni internazionali

### Giochi olimpici

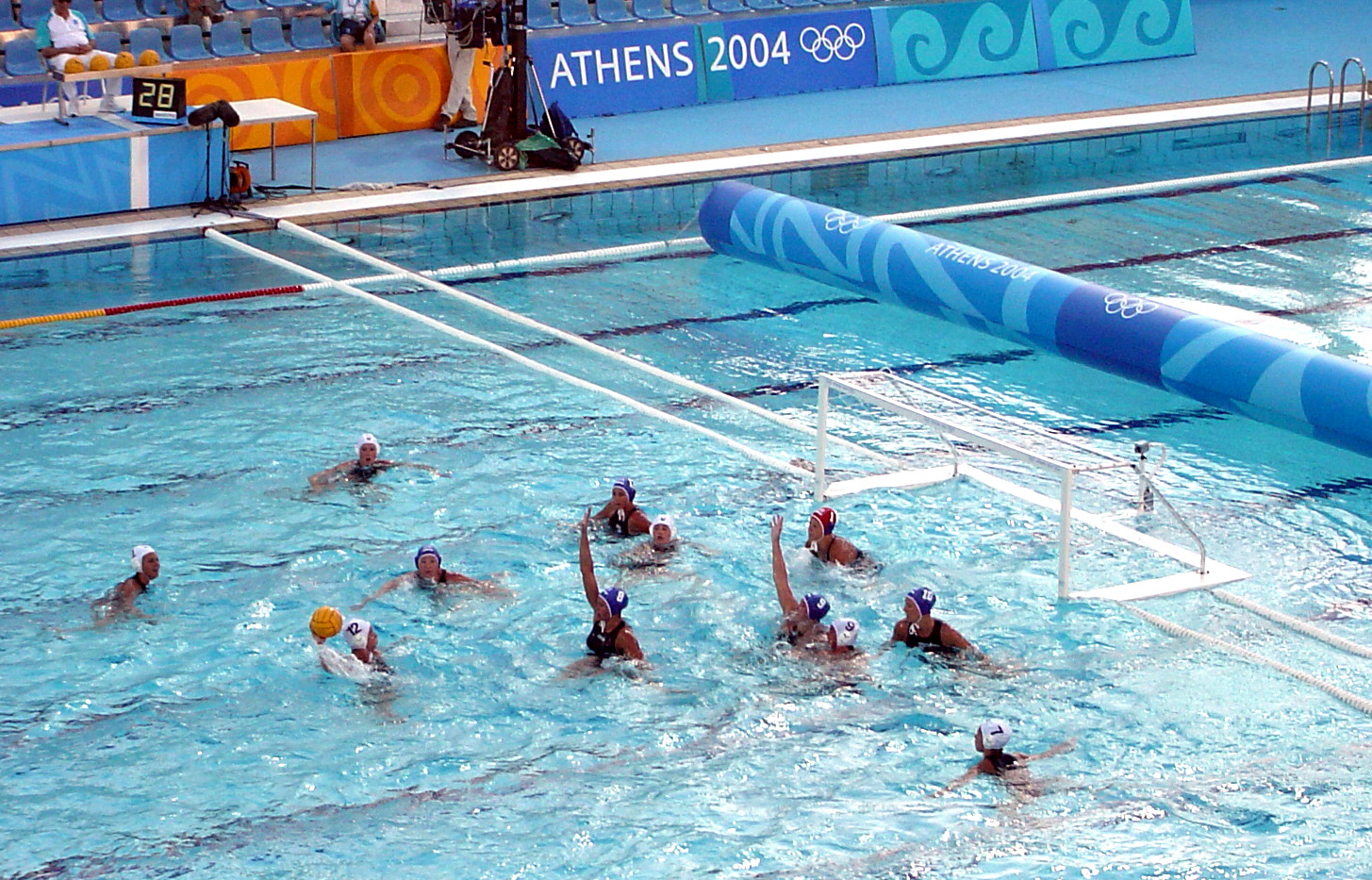
Una partita ad Atene 2004

La pallanuoto maschile fu uno dei primi sport di squadra ad apparire alle Olimpiadi, venendo introdotto nel 1900 in occasione dell'edizione di Parigi. La pallanuoto femminile, invece, comparve per la prima volta nel programma olimpico nel 2000, nell'edizione di Sydney, dopo le insistenti richieste della nazionale femminile australiana per l'inserimento della pallanuoto femminile tra gli sport olimpici. La persistenza delle australiane fu premiata anche dalla vittoria del primo oro olimpico, conquistato nella finale contro gli Stati Uniti grazie a un gol da notevole distanza segnato all'ultimo minuto.
Tra i recordman della pallanuoto alle Olimpiadi troviamo Manuel Estiarte, che partecipò a sei edizioni consecutive, riuscendo ad andare a segno in quattro di queste. Debuttò a diciannove anni al torneo Olimpico laureandosi capocannoniere della competizione al suo esordio. Nelle sei manifestazioni a cui ha preso parte ha segnato centoventisette gol con la Nazionale spagnola.
Dezső Gyarmati detiene il record per il maggior numero di medaglie vinte consecutivamente (ben cinque) di cui tre ori, un argento e un bronzo. Invece lo spagnolo Alfonso Tusell e l'inglese Charles Smith sono rispettivamente il più giovane (14 anni) e il più anziano (45 anni) partecipante alla competizione.
Probabilmente la partita di pallanuoto più famosa è quella delle Olimpiadi estive del 1956, tra Ungheria e Unione Sovietica, valevole per le semifinali del torneo maschile, ribattezzata partita del sangue nell'acqua. La partita, finita quattro a zero per gli ungheresi, fu uno dei match più violenti nella storia della pallanuoto. Simbolo degli avvenimenti fu Ervin Zádor che, colpito dal pallanuotista sovietico Valentin Prokopov, uscì sanguinante fuori dall'acqua scatenando la furia dei tifosi ungheresi.

### Campionati mondiali di pallanuoto

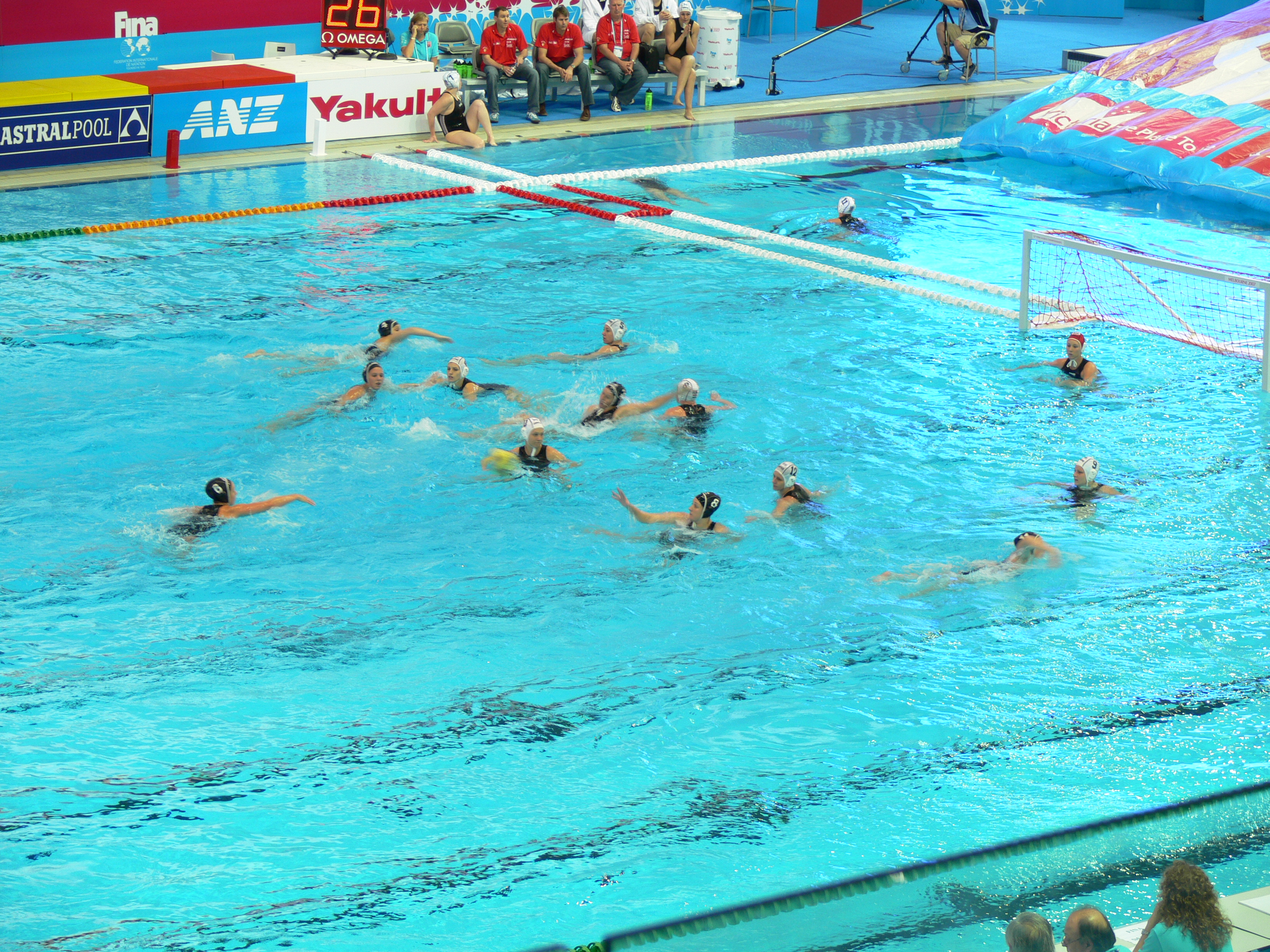
Partita femminile durante l'edizione di Melbourne

Il World Water Polo Championship, comunemente detto in Italia campionato mondiale di pallanuoto, è la più importante competizione organizzata dalla World Aquatics e in campo internazionale. Chi vince il torneo si aggiudica il titolo di campione del mondo. Ogni edizione prevede due tornei: quello maschile, la cui prima edizione si disputò nel 1973 a Belgrado, e quello femminile, che invece iniziò a disputarsi nel 1986 a Madrid. La competizione si svolge nel contesto dei campionati mondiali di nuoto.
La cadenza dell'evento fu inizialmente aperiodica. Tra una edizione e l'altra passava un periodo che poteva variare dai due ai cinque anni. Solo nel 2001 la FINA stabilì la cadenza biennale dell'evento, la quale è ancora in atto. Dal 2003 i due tornei, maschile e femminile, si giocano simultaneamente ed hanno il medesimo numero di squadre partecipanti, sedici.
Attualmente la nazionale detentrice del titolo maschile è la Croazia, mentre il titolo femminile è detenuto da quella degli Stati Uniti.

### Water Polo World League
La Water Polo World League è una competizione internazionale organizzata dalla World Aquatics, istituita al maschile nel 2002 e al femminile nel 2004. Da allora entrambi i tornei si svolgono ininterrottamente con cadenza annuale. In campo maschile la Serbia detiene il record del maggior numero di podi, sei in otto edizioni, e il record del maggior numero di ori conquistati, quattro. In campo femminile, invece, il primato va agli Stati Uniti, vincitori di quattro delle sei edizioni.

### Water Polo World Cup
La Water Polo World Cup (it: Coppa del Mondo di pallanuoto) è una competizione internazionale organizzata dalla World Aquatics. Ogni edizione prevede due tornei: quello maschile e quello femminile. Entrambi i tornei vedono la loro prima edizione nel 1979. Il torneo maschile nell'edizione disputatasi a Fiume, ex Jugoslavia, e quello femminile nell'edizione disputatasi a Merced, Stati Uniti d'America.
Il torneo maschile si è svolto regolarmente ogni due anni fino al 1999 e ogni quattro anni a partire dal 2002; il torneo femminile, invece, ha avuto nel corso della sua storia una programmazione casuale, che si è interrotta nel 2002, da quando si svolge regolarmente ogni quattro anni.
La modalità di partecipazione è variata dopo l'edizione del 2006. Fino ad allora era la stessa FINA a proporre la partecipazione alle otto squadre nazionali qualificatesi ai quarti di finale dell'ultimo campionato mondiale, che avrebbero preso parte alla competizione. La prassi cambiò nel 2010; la nuova formula permetteva l'accesso alla competizione alle prime tre nazionali classificate al campionato mondiale precedente e la migliore rappresentativa di ognuno dei cinque continenti.

## Varianti

### Canoa polo
La canoa polo è uno sport che si è evoluto principalmente dalla pallanuoto. Le regole fondamentali sono le stesse: le partite si giocano su uno specchio d'acqua e si usa un regolare pallone da pallanuoto. A differenza della pallanuoto, i giocatori sono equipaggiati con una canoa e una pagaia. È obbligatorio indossare durante la partita un corpetto protettivo e un casco munito di griglia per proteggere i giocatori da eventuali impatti.
Questo sport, praticato per la prima volta intorno al 1938, si è sviluppato notevolmente dopo la pallanuoto, e ancor più tardi diffuso. Iniziò ad essere praticato da un maggior numero di atleti negli anni settanta, quando venne usato come alternativa ai normali allenamenti di canoa, diffondendosi presto in tutta l'Europa.

### Inner tube water polo
L'inner tube water polo è uno sport derivato dalla pallanuoto. Nell'inner tube water polo, abbreviato anche ITWP, i giocatori, escluso il portiere, giocano all'interno di pneumatici. Questa caratteristica consente a chiunque, anche ai giocatori occasionali, di praticare uno sport simile alla pallanuoto senza fare un eccessivo sforzo fisico. Ciò è dovuto al fatto che gli pneumatici tengono a galla i giocatori e impediscono i veloci sprint tipici della pallanuoto.
Questo sport è principalmente praticato nelle università da squadre miste, ma vengono svolti tornei anche da persone adulte. Le regole, anche se quasi uguali a quelle della pallanuoto, non sono uniformi, e variano a seconda della zona in cui è praticato. Il risultato finale può essere determinato dai gol segnati, come nella pallanuoto e dagli autori dei gol. Infatti è in uso in alcune zone la regola di assegnare due punti se a segnare un gol è una ragazza.

### Altre varianti
Il surf polo è una variante della pallanuoto sulle spiagge di Waikiki, Hawaii, diffuso tra il 1930 e il 1940. L'elaborazione di questa variante è attribuita a Louis Kahanamoku, fratello di Duke Kahanamoku. A differenza della pallanuoto, in questa variante i partecipante giocano cavalcando una tavola da surf.
La beach waterpolo è una variante della pallanuoto ideata nel 1995 da Gualtiero Parisio, ingegnere napoletano ed ex pallanuotista del Circolo Canottieri Napoli. Questa variante ha delle regole semplificate rispetto alla pallanuoto e le dimensioni del campo da gioco sono ridotte. Invece del cronometraggio viene usato il gioco a set. Questo sport si pratica solitamente in acque aperte, come laghi, mari o fiumi.

## Pallanuoto nell'arte

Il francobollo emesso dall'Italia nel 1994

La pallanuoto, data la sua poca diffusione nei vari continenti, è stata raramente al centro di rappresentazioni artistiche come film, rappresentazioni o dipinti.
L'attore Carlo Pedersoli, meglio noto come Bud Spencer, in gioventù praticò nuoto e pallanuoto a livello agonistico, venendo convocato nella squadra italiana ai Giochi del Mediterraneo 1955.
Uno dei pochi film che vede la pallanuoto come protagonista è Palombella rossa, uscito nel 1989, diretto e interpretato da Nanni Moretti. La quasi totalità delle scene del film si svolgono nella piscina delle Terme di Acireale durante una partita di pallanuoto. Anche grazie a questo film Nanni Moretti fu insignito del Gold Medallion Award della Swimming Hall of Fame, premio che viene assegnato annualmente a un ex nuotatore o pallanuotista che si è distinto in campo culturale.
Nel 1952, invece, venne emesso nel Lussemburgo il primo francobollo dedicato alla pallanuoto in occasione dei Giochi della XV Olimpiade di Helsinki. Esso, dal valore di tre franchi, rappresentava due giocatori di pallanuoto durante una partita. A esso nel tempo iniziarono a seguire altri francobolli dedicati a tale sport.
Nel 1994 l'Italia emise un francobollo da 750 lire dedicato ai campionati mondiali di nuoto rappresentate un pallanuotista. Esso però conteneva un grossolano errore: il pallanuotista aveva sul capo una calottina rossa con il numero nove, cosa impossibile in quanto la calottina rossa è riservata esclusivamente ai portieri, che sono obbligati ad avere il numero uno o il numero tredici.